# Carabodes insolitus
Carabodes insolitus är en kvalsterart som först beskrevs av P. Balogh 1984.  Carabodes insolitus ingår i släktet Carabodes och familjen Carabodidae. Inga underarter finns listade.